# Monestir de la Canorga
El monestir de la Canorga (francès La Canourgue) fou un establiment religiós fundat vers el 830 al comtat de Gavaldà. Segons la llegenda de sant Frodoald (saint Frézal) suposadament bisbe del Gavaldà, que va combatre el paganisme que subsistia a la regió i va morir a mans dels que se li oposaven manats per un nebot seu el 828, havent estat enterrat a una església al costat del castell de la Canorga, transformada al cap de poc en un monestir de l'orde de sant Benet. L'església d'aquest monestir fou dedicada a Sant Martí. Va dependre més tard de l'abadia de Sant Víctor de Marsella.